# Syndicat national des résidences de tourisme
Vous pouvez aider à l'améliorer ou bien discuter des problèmes sur sa page de discussion.
- Il ne s’appuie pas, ou pas assez, sur des sources secondaires ou tertiaires. (Marqué depuis décembre 2018)
- Il est à actualiser. Certains passages sont obsolètes ou annoncent des événements désormais passés. (Marqué depuis août 2024)

- Archive Wikiwix
- Bing
- Cairn
- DuckDuckGo
- E. Universalis
- Gallica
- Google
- G. Books
- G. News
- G. Scholar
- Persée
- Qwant
- (zh) Baidu
- (ru) Yandex
- (wd) trouver des œuvres sur Wikidata

Le Syndicat national des résidences de tourisme et appart'hôtels (SNRT), est un syndicat professionnel français créé en 1982. Le SNRT est reconnu représentatif dans la Convention Collective de l'Immobilier, par un arrêté ministériel du 26 juillet 2017. Il représente 11,09 % des salariés du secteur. 
Le syndicat regroupe 60 % des exploitants professionnels de résidences conçues  pour permettre l’hébergement touristique,  loisirs ou affaires. En 2018, il compte  80 adhérents dont Pierre & Vacances Center Parcs, Mer & Golf, Goélia, Citadines, Adagio etc. 
Le syndicat défend les intérêts de ses membres auprès des pouvoirs publics, fait connaître le concept des résidences de tourisme, gère les négociations collectives du secteur et conseille ses adhérents en matière juridique, fiscale et sociale.
La Présidente est Pascale Roque.

## Histoire

### Origine du SNRT
Créé en 1982 (sous le nom de Syndicat national des entreprises d'hébergement touristique saisonnier, abrégé SNEHTS) à l’initiative des pionniers de la profession, opérateurs de stations de montagne , le SNRT est à l’époque un « club » de sept gros opérateurs. Leur objectif est alors de développer rapidement de l’immobilier locatif, soutenu par une commercialisation dynamique des séjours, pour permettre notamment le développement des « stations intégrées » alpines. Ils inventent un concept d’immobilier financé par de l’épargne privée et géré pendant un minimum de neuf ans par un exploitant professionnel.[réf. souhaitée] Le statut de la résidence de tourisme est publié par arrêté ministériel en 1983 puis modifié en 1986.

### Dates clés
(mars 2018).
Quelques dates-clés de l'évolution du syndicat : 
- 1967 : naissance de Pierre&Vacances à Avoriaz, inventeur de la résidence de tourisme en montagne.
- 1982 : création du SNEHTS

- 1983 : création du statut de la résidence de tourisme

- 1985 : naissance de Citadines, inventeur des résidences de tourisme urbaines qu’on appelle aussi « appart’hôtels »

- 1986 :  le statut, légèrement modifié, sera le texte de base pour les 25 années suivantes[4].
- 1986 : le SNEHTS (Syndicat national des entreprises d'hébergement touristique saisonnier) devient SNRT (Syndicat national des résidences de tourisme)

- 1988 : ouverture du 1er Center Parcs, résidence de tourisme à la campagne

- 2010 : nouveau référentiel de classement de 1 à 5* pour les résidences de tourisme[5].

- 2010 : nouvelle rédaction du statut de la résidence de tourisme[6].